# Strijdfront Zwart-Wit-Rood

De vlag van het Keizerrijk Duitsland was tevens de vlag van het Strijdfront Zwart-Wit-Rood (Kampffront Schwarz-Weiß-Rot)

Het Strijdfront Zwart-Wit-Rood (Duits: Kampffront Schwarz-Weiß-Rot), was een verkiezingsalliantie (kartel) die in 1933 meedeed aan de Rijksdagverkiezingen.
Het Strijdfront bestond uit de Duitse Nationale Volkspartij (Deutschnationale Volkspartei) en de Landbond (Landbund). Ook de paramilitaire Stahlhelm maakte deel uit van het Strijdfront. Bij de Rijksdagverkiezingen van 5 maart 1933 behaalde het Strijdfront ca. 8,0% van de stemmen, goed voor 52 zetels. Op 23 mei 1933 stemde het Strijdfront Zwart-Wit-Rood vóór de Machtigingswet, die Hitler volmachten verleende. In juni 1933, na het verbod op de DNVP, werd het Strijdfront opgeheven.

## Slogan

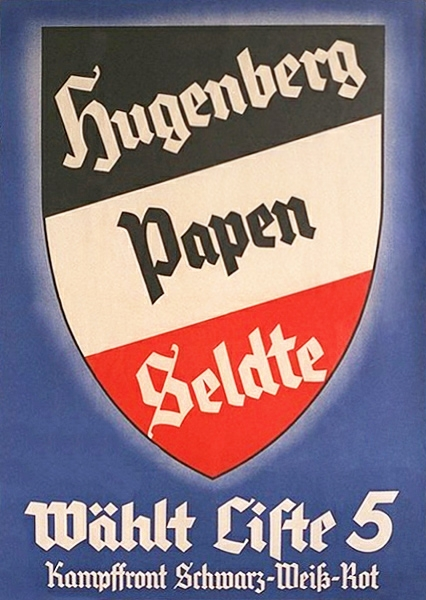
Verkiezingsposter van het Strijdfront

- "Sozial ist, wer Arbeit schafft"

## Trivia
- Het Schwarz-Weiß-Rot in de partijnaam is een verwijzing naar de keizerlijke vlag van Duitsland

## Zetelverdeling 1933
| Rijksdagverkiezingen | Rijksdagverkiezingen |
| Jaar                 | zetels               |
| -------------------- | -------------------- |
| 8,0%                 | 52                   |

## Voetnoten
1. ↑  Paramilitaire tak van de DNVP